# سلام عشق
«سلام عشق» (انگلیسی: Salaam-e-Ishq: A Tribute to Love) فیلمی هندی در سبک عاشقانه و درام است که در سال ۲۰۰۷ منتشر شد.